# Molí de Dalt (Mataró)
El Molí de Dalt és una obra de Mataró (Maresme) protegida com a bé cultural d'interès local.

## Descripció
Situat a l'actual carrer del Molí de Dalt i just al costat del cementiri vell dels Caputxins es troben les restes del que fou el molí fariner de dalt. Actualment sols es conserva la caseta de les màquines (buida) i el dipòsit. La presenta una coberta en volta de canó de rajola plana, al seu costat es troba el dipòsit, de planta poligonal, adossat a la tanca del cementiri.
L'estat de conservació es força dolent. El pla director de reforma integral del cementiri dels Caputxins proposa mantenir-lo i integrar-lo al conjunt del parc del cementiri. Caldria enderrocar els afegits que res tenen a veure amb l'estructura inicial.

## Història
Es tracta de l'únic que resta dels tres molins municipals construïts a començaments del segle xvii. Aquests aprofitaven l'aigua d'unes mines situades a la conca de Valldeix, degudament canalitzada fins l'indret on es trobaven. L'ajuntament els llogava en períodes de tres anys als particulars que en publica subhasta feien la millor oferta. Les aigües sobreres eren distribuïdes a diversos particulars de la població, mitjançant una canalització que seguia la topografia del terreny. Aquesta séquia era coneguda com a Roc del Molí i passava per l'actual carrer Lepanto fins a desembocar al mar.